# 126 Dywizja Lotnictwa Myśliwskiego
126 Dywizja Lotnictwa Myśliwskiego (ros. 126-я истребительная авиационная дивизия ПВО) – związek taktyczny Armii Radzieckiej przejęty przez  Siły Zbrojne Federacji Rosyjskiej.
W końcowym okresie istnienia Związku Socjalistycznych Republik Radzieckich dywizja stacjonowała na terenie Niemieckiej Republiki Demokratycznej. W tym czasie wchodziła w skład 16 Armii Lotniczej z Wunsdorf.

## Struktura organizacyjna
Skład w 1990:
| Nazwa jednostki                           | Garnizon    |
| ----------------------------------------- | ----------- |
| dowództwo i sztab                         | Zerbst      |
| 35 pułk lotnictwa myśliwskiego            | Zerbst      |
| 73 Gwardyjski Stalingradzko-Wiedeński plm | Kothen      |
| 833 pułk lotnictwa myśliwskiego           | Altes Lager |
| 710 ruchome warsztaty remontowe           | Damgarten   |